# Episodi di The Adventures of Ozzie and Harriet (quarta stagione)
La quarta stagione della serie televisiva The Adventures of Ozzie and Harriet è stata trasmessa in anteprima negli Stati Uniti d'America dalla ABC tra il 23 settembre 1955 e l'8 giugno 1956.
| nº | Titolo originale         | Titolo italiano | Prima TV USA      | Prima TV Italia |
| -- | ------------------------ | --------------- | ----------------- | --------------- |
| 1  | David's Engagement       |                 | 23 settembre 1955 |                 |
| 2  | Homemade Ice-Cream       |                 | 30 settembre 1955 |                 |
| 3  | Football Hero            |                 | 7 ottobre 1955    |                 |
| 4  | An Invitation to Dinner  |                 | 14 ottobre 1955   |                 |
| 5  | Carnation Perfume        |                 | 21 ottobre 1955   |                 |
| 6  | The Campers              |                 | 28 ottobre 1955   |                 |
| 7  | Man Across the Street    |                 | 11 novembre 1955  |                 |
| 8  | Music Appreciation       |                 | 18 novembre 1955  |                 |
| 9  | A Ball of Tinfoil        |                 | 25 novembre 1955  |                 |
| 10 | Wedding Rings            |                 | 2 dicembre 1955   |                 |
| 11 | Gay Blade                |                 | 9 dicembre 1955   |                 |
| 12 | Eclipse                  |                 | 16 dicembre 1955  |                 |
| 13 | The Gadget               |                 | 6 gennaio 1956    |                 |
| 14 | Art Studies              |                 | 13 gennaio 1956   |                 |
| 15 | Volunteer Fireman        |                 | 20 gennaio 1956   |                 |
| 16 | The Car Mix-Up           |                 | 27 gennaio 1956   |                 |
| 17 | Ricky, the Organizer     |                 | 2 febbraio 1956   |                 |
| 18 | The Safe Driver          |                 | 9 febbraio 1956   |                 |
| 19 | Watching Thorny's House  |                 | 24 febbraio 1956  |                 |
| 20 | Personal Column          |                 | 9 marzo 1956      |                 |
| 21 | A Day in Bed             |                 | 23 marzo 1956     |                 |
| 22 | Buried Treasure          |                 | 30 marzo 1956     |                 |
| 23 | A Beautiful Day          |                 | 13 aprile 1956    |                 |
| 24 | The Honest Face          |                 | 20 aprile 1956    |                 |
| 25 | Harriet's Secret Admirer |                 | 25 maggio 1956    |                 |
| 26 | Re-dressing Ricky        |                 | 8 giugno 1956     |                 |